# Basket Case (canción)
«Basket Case» —en español: «Caso Perdido»— es una canción de la banda estadounidense de punk rock Green Day, lanzada como sencillo en noviembre de 1994; es el tercer sencillo de Dookie, uno de sus álbumes más exitosos. Esta canción trata sobre los ataques de ansiedad que tenía Billie Joe Armstrong. El vídeo de esta canción fue emitido constantemente por la cadena estadounidense de televisión por cable MTV (junto con «Longview», «Welcome to Paradise» y «When I Come Around»), provocando la venta masiva del álbum Dookie, tanto en los Estados Unidos como en Europa. Varios cantantes y bandas han hecho covers de esta canción, entre los cuales se encuentran The Offspring, Avril Lavigne, Puffy AmiYumi, Fall Out Boy, entre otros.
«Basket Case» fue seleccionada por votación popular en la página oficial de VH1 como la canción número treinta y tres en la lista de Las 100 canciones más grandiosas del Hard Rock. También se encuentra en el lugar número veinte en la lista realizada por el semanario musical británico NME sobre las 100 mejores canciones de la década de los 90. Además, generalmente se encuentra entre las listas de las mejores canciones de Green Day, que realizan revistas o sitios web (en su mayoría estando entre las cinco mejores).
La canción es una de las más importantes de la banda, y una de las preferidas de sus fanáticos, muestra de ello es que es tocada en casi todos sus conciertos, incluida en el primer álbum recopilatorio de la banda (International Superhits!), en el EP Last Night on Earth: Live in Tokyo, y en su álbum en directo Bullet in a Bible (2005).

## Letra y composición
La canción fue compuesta por el vocalista/guitarrista de la banda, Billie Joe Armstrong, y trata sobre sus ataques de ansiedad, antes de que se le diagnosticara trastorno de pánico, él pensaba que se iba a volver loco. Billie Joe también comentó que «la única manera que sabía como tratarlo, era escribir una canción sobre eso». La canción se basa en una progresión de acordes muy común (llamada Canon en re mayor de Pachelbel). En el verso de introducción aparecen solo Billie Joe Armstrong y su guitarra. Durante la mitad del primer coro el resto de la banda se une, con la adición rápida de batería de Tré Cool, y Mike Dirnt añade una línea de bajo que recuerda a la melodía vocal.

### Significado
El video muestra un hospital psiquiátrico, y las letras de la canción hablan de la locura. Billie Joe Armstrong estaba preocupado por su ansiedad constante (lo que le dio a pensar que era una enfermedad mental) y decidió escribir una canción sobre ello. Un tiempo después le diagnosticaron ataques de pánico. 
Las letras de Billie Joe ofrecen una yuxtaposición interesante en el género. Esta dice: «I went to a shrink...» (fui a un loquero) «To analize my dreams» (para analizar mis sueños) «she says it's lack of sex that's bringing me down», (ella dijo que es la falta de sexo lo que me pone de bajón) pero en la siguiente línea, «I went to a whore, he said my life's a bore», (fui a una prostituta, y él dijo que mi vida era un aburrimiento), «so quit my whining 'cause it's bringing her down» (así que dejara de lloriquear porque la pone de bajón).
Esto podría ser una elección inteligente de palabras explicando que el motivo de la ansiedad de Billie Joe le hace confundir los géneros. Por otro motivo, podría ser una pista sutil sobre su bisexualidad que luego admitiría en la revista estadounidense The Advocate en 1995; que la vincula con la pista «Coming Clean» del mismo álbum, que trata explícitamente sobre ello.

## Lanzamiento y recepción
La canción fue lanzada después de los exitosos sencillos “Longview” y “Welcome to Paradise”. “Basket Case” se convirtió en un éxito aún mayor, pasando cinco semanas en la cima de la lista Modern Rock Tracks, cinco veces más que “Longview”. En 1995, Green Day fue nominado para los Premios Grammy en la categoría mejor interpretación rock vocal por un dúo o grupo por esta canción, pero perdieron contra “Crazy” de Aerosmith.
En 2006, en un especial de la BBC Radio 1, los oyentes votaron por «Basket Case» como «La canción más punk». Desde el 29 de diciembre de 2008, hasta el 2 de enero de 2009, el canal VH1 transmitió un programa llamado VH1 Greatest Hard Rock Songs, programa en el cual «Basket Case» se encontraba en el lugar número treinta y tres. Y en el 2012, la revista NME a través de su sitio web dio a conocer la lista de Las 100 mejores canciones de los 90s, y esta canción se encontraba en el lugar número veinte.
Esta siempre ha estado en los primeros lugares de las mejores canciones de Green Day, que hacen generalmente revistas o sitios web, incluso fanes de la banda. Muestra de esto es que, los lectores de la revista Rolling Stone a través de su página web votaron esta canción como la segunda mejor canción de los californianos. También NME y MTV, a través de sus páginas web ubicaron la canción en primer y segundo lugar, respectivamente.
| Año  | Publicación | País | Reconocimiento                       | Puesto |
| ---- | ----------- | ---- | ------------------------------------ | ------ |
| 2006 | BBC Radio 1 | UK   | Las 30 canciones más punk            | 1      |
| 2009 | VH1         | USA  | VH1 Greatest Hard Rock Songs         | 33     |
| 2012 | NME         | UK   | Las 100 mejores canciones de los 90s | 20     |

## Vídeo musical
Basket Case fue el segundo vídeo musical de Green Day (el primero fue Longview), y fue dirigido por Mark Kohr. El vídeo fue grabado en un hospital psiquiátrico real llamado Agnews Developmental Center, que se encuentra en Condado de Santa Clara, California, a petición de los miembros de la banda. La institución de salud mental había sido abandonada, pero la mayor parte de la estructura se mantuvo en un estado descompuesto. Los miembros de la banda encontraron archivos antiguos de pacientes, rasguños profundos en las paredes y moldes dentales esparcidos alrededor.
El vídeo con frecuencia hace referencia a la película One Flew Over the Cuckoo's Nest. El vídeo musical fue filmado originalmente en blanco y negro, y el color se añadió más tarde, lo que contribuye al efecto surrealista del vídeo. Varios extras en el vídeo están usando la misma máscara que el torturador Terry Gilliam de la película Brazil.
El vídeo fue nominado a nueve premios MTV Video Music Awards en 1995: Video de Año, Mejor Video de un Grupo, Mejor Video Metal/Hard Rock, Mejor Video Alternativo, Video Revelación, Mejor Dirección, Mejor Montaje, Mejor Cinematografía y Elección de los Televidentes. Sin embargo, no pudo ganar ningún premio.

## Listado de canciones
| Versión inicial |                                                                                       |          |  |
| N.º             | Título                                                                                | Duración |  |
| 1.              | «Basket Case»                                                                         | 3:01     |  |
| 2.              | «On the Wagon»                                                                        | 2:48     |  |
| 3.              | «Tired of Waiting for You» (letra escrita por Ray Davies, interpretada por The Kinks) | 2:30     |  |
| 4.              | «409 in Your Coffeemaker» (Unmixed)                                                   | 2:54     |  |

| Versión alternativa (versión de edición limitada) |                                    |          |  |
| N.º                                               | Título                             | Duración |  |
| 1.                                                | «Basket Case»                      | 3:01     |  |
| 2.                                                | «Longview» (en vivo)               | 3:30     |  |
| 3.                                                | «Burnout» (en vivo)                | 2:11     |  |
| 4.                                                | «2,000 Light Years Away» (en vivo) | 2:49     |  |

| Versión japonesa |                   |          |  |
| N.º              | Título            | Duración |  |
| 1.               | «Basket Case»     | 3:01     |  |
| 2.               | «She»             | 2:14     |  |
| 3.               | «Emenius Sleepus» | 1:43     |  |

| Singles de 7" de vinillo |                                                         |          |  |
| N.º                      | Título                                                  | Duración |  |
| 1.                       | «Basket Case»                                           | 3:01     |  |
| 2.                       | «When I Come Around»                                    | 2:58     |  |
| 3.                       | «Having a Blast»                                        | 2:44     |  |
| 4.                       | «When I Come Around» (en vivo, desde Estocolmo, Suecia) | 2:59     |  |

- Las canciones grabadas en vivo, fueron grabadas el 11 de marzo de 1994 en Jannus Landing, San Petersburgo, Florida, excepto donde se indique.

| Sencillo de 7" |                                                                                       |          |  |
| N.º            | Título                                                                                | Duración |  |
| 1.             | «Basket Case»                                                                         | 3:01     |  |
| 2.             | «Tired of Waiting For You» (letra escrita por Ray Davies, interpretada por The Kinks) | 2:34     |  |

| Casete |                                    |          |  |
| N.º    | Título                             | Duración |  |
| 1.     | «Basket Case»                      | 3:01     |  |
| 2.     | «2,000 Light Years Away» (en vivo) | 2:49     |  |

| Promo CD |               |          |  |
| N.º      | Título        | Duración |  |
| 1.       | «Basket Case» | 3:01     |  |

## Posicionamiento en listas
| País              | Lista                  | Mejor posición | Ref.   |
| ----------------- | ---------------------- | -------------- | ------ |
| Bélgica (Flandes) | Ultratop 50            | 49             | [ 20 ] |
| Bélgica (Valonia) | Ultratop 40            | 21             | [ 21 ] |
| Canadá            | Canadian Hot 100       | 12             | —      |
| Estados Unidos    | Hot 100 Airplay        | 26             | —      |
| Estados Unidos    | Mainstream Rock Tracks | 9              | —      |
| Estados Unidos    | Modern Rock Tracks     | 1              | —      |
| Estados Unidos    | Top 40 Mainstream      | 16             | —      |
| Francia           | SNEP                   | 35             | [ 22 ] |
| Irlanda           | IRMA                   | 11             | —      |
| Noruega           | VG-lista               | 2              | [ 23 ] |
| Nueva Zelanda     | RIANZ                  | 21             | [ 24 ] |
| Países Bajos      | Single Top 100         | 39             | [ 25 ] |
| Reino Unido       | UK Singles Chart       | 7              | [ 26 ] |
| Suecia            | Sverigetopplistan      | 3              | [ 27 ] |

## Personal
- Billie Joe Armstrong – voz principal y coros, guitarra eléctrica.
- Mike Dirnt – bajo y coros.
- Tré Cool – batería